# Прорыв из Сайинпхуня
«Прорыв из Сайинпхуня» (иер. трад. 
殺出西營盤, упр. 杀出西营盘, кант.-рус.: Сат чхёт Сай Ин Пхунь) — гонконгский криминальный триллер 1982 года. Дебютная режиссёрская работа Терри Тхона, в которой Чарли Чин исполнил заглавную роль профессионального наёмного убийцы, которому грозит смерть после отказа от дела. В 1983 году картина номинировалась на Hong Kong Film Awards в трёх категориях. Другое название ленты — «Кули-убийца» (англ. Coolie Killer).

## Сюжет
Коу Татфу, бывший кули, глава гонконгской группировки убийц, выполняющей заказы за границей. В его подчинении четыре профессионала, которых он сам тренирует. Однажды он со своими людьми попадает в засаду, в результате чего погибают все его подчинённые. Татфу считает, что произошедшее связано с его недавним отказом от контракта на убийство в Гонконге. Теперь неизвестные охотятся за ним и человек из полиции также желает разыскать Татфу.

## В ролях
- Чарли Чин — Коу Татфу
- Юэ Хуа[англ.] — полицейский Чун
- Сесилия Ип — Тхон Хоянь
- Том Пхунь[юэ] — Мак Лок
- Майкл Тхон[кит.] — Сиу Ва
- Ньютон Лай[англ.] — Нгок Сиу
- Лиза Цзяо — Чён Хункам
- Дэнни Ли[англ.] — начальник полицейского Чуна
- Куань Хойсань[англ.] — Чхой Яттун
- Чжань Сэнь[англ.] — Кук Сань
- Лау Сиумин[кит.] — Тин Сауят
- Лау Хокнинь — Ман Конъяу
- Хёй Инсау[кит.] — дядя Кау
- Вон Хафэй — Хо Чёнкон

## Кассовые сборы
Премьера в гонконгском кинотеатральном прокате состоялась 30 июня 1982 года. По результатам пятнадцати дней кинопроката гонконгская «касса» фильма составила 5 532 180 HK$. Лента заняла двадцать второе место среди самых кассовых гонконгских фильмов 1982 года (в гонконгском прокате).

## Восприятие
Кеннет Брорссон с сайта SoGoodReviews.com позитивно оценивает фильм и пишет, что „великолепное, большее количество фильмов, основанных на тематике и персонажах, последуют за ним, но «Кули-убийца» даёт представление о том, почему история о мерзких людях, борющихся за собственную эгоистичную месть и неглупые иллюзии любви, так приятна“.

## Номинации
- 2-я Гонконгская кинопремия (1983)[6]:
  - Лучший фильм
  - Лучшая операторская работа (Брайан Лай, Дэвид Чун)
  - Лучшая киномонтажная работа (Дэвид Ву)

## Комментарии
1. ↑  Сайинпхунь — один из районов в Центрально-Западном округе Гонконга.